# Bloc de pisos al carrer Montsolís, 1 (Sant Hilari Sacalm)
El Bloc de pisos al carrer Montsolís, 1 és una casa de Sant Hilari Sacalm (Selva) inclosa a l'Inventari del Patrimoni Arquitectònic de Catalunya. Edifici entre mitgeres i situat en una cantonada entre els carrers Hort Nou i Montsolís, al nucli urbà de Sant Hilari Sacalm.

## Descripció
L'edifici, de planta pentagonal, consta de planta baixa i quatre pisos, i està cobert per un terrat. Presenta un tractament unitari, que li dona encant. A la planta baixa, totes les obertures són en arc de llinda o arc pla, i les façanes estan revestides de marbre. Als pisos, totes les obertures són en arc de llinda, i estan emmarcades per un marc que imita la disposició de carreus vertical i horitzontament. Les cornisses, també estan treballades, i recorden al coronament d'algunes torres amb marlets, però disposats de cap per avall, de manera que juntament amb l'emmarcament de les obertures, balcons i finestres, crea un ritme. A la façana del carrer Hort Nou, les obertures s'alternen amb balcó-finestra-balcó-finestra-balcó-finestra. La façana de la cantonada, tot són balcons. A la façana del carrer Montsolís, balcó i finestra. Els balcons són amb llosana de pedra suportada per mènsules i barana de ferro forjat. Les façanes estan pintades de color rosat, i els detalls decoratius de color cru.

## Història
Segons el registre cadastral l'edifici és del 1970.